# Nógrád Megye Madách Imre Díja
A Nógrád Megye Madách Imre Díja vagy Madách-díj 1964-ben, a drámaköltő, Madách Imre halálának centenáriuma alkalmából alapította Nógrád megye tanácsa. Az emlékplakettet minden évben a Madách-kutatásban, a kultuszápolásban, a megye kulturális és művészeti életében legeredményesebben tevékenykedőknek adják át. A megyei Madách-ünnepségnek hagyományosan minden évben Balassagyarmat ad helyet.

## Története

### A Madách-ünnepség
1964-ben alapította Nógrád megye tanácsa. A drámaköltő halálának 100. évfordulójának alkalmából országos Madách Emlékbizottságot hívtak életre és számos eseményt szerveztek hazánkban, Nógrádban és határainkon túl is. A rendezvénysorozat 1964. október 3-án a Magyar Tudományos Akadémián tartott emléküléssel vette kezdetét. Csesztvén emléktáblát avattak, felavatták Vígh Tamás Madách-szobrát, megnyitották a Madách Imre Emlékmúzeumot. A Budapesti Irodalmi Színpad bemutatta a Tragédiát, amelyben Ádámot Bessenyei Ferenc, Évát pedig Lukács Margit alakította, Lucifert Ungváry László.
A centenárium alkalmából helyreállították Alsósztregován a Madách-kastélyt, amely akkor Szlovákia legnagyobb irodalmi múzeuma lett. Az évenkénti megemlékezéseknek a januári balassagyarmati, majd az őszi csesztvei, illetve alsósztregovai rendezvények képezik a tartópillérét, de állandó elemként lehet számolni az 1994-ben alakult Madách Irodalmi Társaság tevékenységével, kivált a könyvekben is megőrzött szimpóziumok rendszeres gyakorlatával és az 1998-ban létrejött salgótarjáni Madách-hagyomány Ápoló Egyesület munkájával.

### A Madách-emlékplakett
A Nógrád megyei Tanács 1964 márciusában bejelentette, hogy Madách-díjat alapított és a plakettet évente egy kiváló, Nógrád-megyei származású művésznek ítélik oda. Az első évben a megye kulturális, művészeti életében legeredményesebben tevékenykedő irodalmároknak, képzőművészeinek ítéltek mellett az emlékplakettet megkapták a magyar irodalom propagálása terén fáradozó külföldi írók, költők is, amire Salgótarjánban, a Magyar Írók Szövetsége, a Magyar Irodalomtörténeti Társaság, a TIT irodalmi és nyelvi választmánya, valamint a Nógrád megyei Tanács végrehajtó bizottsága rendezésében megrendezésre kerülő országos irodalmi emlékülésen került sor a megyei tanács dísztermében.

#### A plakett
Az első díjat ifjabb Szabó István készítette.
Az emlékplakett későbbi alkotója Molnár Péter szobrászművész. Kör alakú, 100 mm átmérőjű, átlag 5 mm vastagságú, bronzból készült kétoldalas plakett, egyik oldalán Madách Imre portréja; másik oldalán középen a megye címere, körülötte felirat: „Nógrád Megye Madách Imre Díja”.

## Díjazottak
Az átadás minden évben Madách Imre születése napja (január 21.) alkalmából Balassagyarmaton rendezett ünnepség keretében történik.
2023
- L. Simon László
- Takaró Mihály

2022
- Koncz Gábor
- Dr. Gréczi-Zsoldos Enikő

2020
- Dörner György
- Koltai Róbert

2019
- Pozsgai Zsolt
- Kassai Thália Színház

2018
- Benkő Péter
- Pindroch Csaba

2017
- Szvorák Katalin Kossuth-díjas és Liszt Ferenc-díjas magyar népdalénekes, előadóművész
- Huszti Péter a Nemzet Művésze címmel kitüntetett, Kossuth- és Jászai Mari-díjas magyar színész

2016
- György Attila, a Székelyföld kulturális folyóirat szerkesztője
- Molnár Péter szobrászművész

2015 
- Vidnyánszky Attila, a Nemzeti Színház főigazgatója
- Limbacher Gábor néprajzkutató

2014 
- Magyar Nemzeti Múzeum Palóc Múzeuma, Palóc Múzeum
- Szlovák Nemzeti Múzeum – Szlovákiai Magyar Kultúra Múzeuma
- Párkányi Raab Péter szobrászművész

2013 
- Fürjesi Csaba festőművész
- Mikszáth Kálmán Társaság

2011 
- Pándy Piroska operaénekes
- Bayer Zsolt újságíró

2004
- Bódi Györgyné dr. könyvtáros, Salgótarján
- Praznovszky Mihály, a Palócföld folyóirat, főszerkesztője, irodalomtörténész, muzeológus
- Tibay András, a balassagyarmati Kiss Árpád Általános Iskola igazgatója, előadóművész

1998
- Erdei Sándor
- Andor Csaba
- Balassagyarmati Rézfúvós Kvintett (Tóth Miklós, Ember Péter, Rampasek Tamás, Gyimesi László, Veres István)

1964
- Jean Rousselot francia költő
- Richard Roger[m 1] francia költő
- Ctibor Štítnický szlovák költő
- Ladislav Hradský szlovák költő
- Kreicsi Pavel[m 1] cseh professzor
- Toivo Lyy finn költő
- Heinz Kindermann(wd) osztrák tudós
- Darvas József író, akadémikus
- Tamás Lajos akadémikus
- Sótér István akadémikus
- Waldapfel József akadémikus
- Mihályfi Ernő az Elnöki Tanács tagja, képviselő
- Komlós Aladár az Irodalomtörténeti Társaság elnöke
- Rátkai Ferenc művelődési miniszterhelyettes
- Pataki László a TIT országos irodalmi szakosztályának vezetője
- Jobbágy Károly költő
- Géczi János[m 1] az MSZP. MB első titkára
- Czinke Ferenc grafikus művész
- Csukly László tanár
- Barna Tibor újságíró